# Balys Gajauskas
Balys Gajauskas (ur. 24 lutego 1926 w Grażyszkach, zm. 28 września 2017 w Wilnie) – litewski polityk, więzień polityczny, poseł na Sejm Republiki Litewskiej (1990–1996).

## Życiorys
W młodości uczęszczał do szkoły w Kownie, gdzie działał w harcerstwie. W 1945 wstąpił do antysowieckiej organizacji niepodległościowej. Trzy lata później został zatrzymany przez funkcjonariuszy NKWD, następnie skazany na karę 25 lat łagru. Przebywał w Bałchaszu, Żezkazganie (1949–1956), później również w Mordowii (1956–1973). Po zwolnieniu z obozu objęty zakazem przebywania na Litwie. Cztery lata później ponownie skazany na karę 10 lat łagru i pięć lat zesłania za agitację antyradziecką. Przebywał w obwodzie permskim i Kraju Chabarowskim.
W 1979 wraz z innymi dysydentami został zgłoszony przez komisję Kongresu USA do pokojowej Nagrody Nobla. W 1981 uhonorowany Międzynarodową Nagrodą Pokoju i Wolności (Houston). Osiem lat później otrzymał medal wolności – za walkę o niepodległość Litwy, Łotwy i Estonii – przyznany przez Bałtycką Ligę Wolności.
W 1988 powrócił na Litwę. Rok później wybrano go na przewodniczącego Litewskiego Związku Więźniów Politycznych i Zesłańców, funkcję tę pełnił do 1997. W lutym 1990 został wybrany w skład Rady Najwyższej Litewskiej SRR, był jednym z sygnatariuszy Aktu Przywrócenia Państwa Litewskiego z 11 marca 1990. Przewodniczył komisji ds. badania działalności KGB na Litwie. W 1992 ponownie zasiadł w parlamencie, był członkiem sejmowego komitetu bezpieczeństwa narodowego. W 1996 uzyskał miejsce w Radzie Muzeum Upamiętnienia Historii Totalitaryzmu i Represji Politycznych Obwodu Permskiego.
W wyborach w 2004 był kandydatem Litewskiego Związku Narodowców w okręgu Fabianiszki.